# Pita-Ten
Pita-Ten (ぴたテン?) è un manga shōnen creato da Koge-Donbo, già famoso per Di Gi Charat. In Giappone è serializzato su Dengeki Daioh, dal 1998 al 2003.
Dal manga è stato adattato anche in un anime di 26 episodi, animato da Madhouse, prodotto da Broccoli e trasmesso su TV Tokyo nel 2002.

## Trama
Kotaro Higuchi è un ragazzo delle elementari abituato ad essere indipendente per via della morte di sua madre e delle continue assenze dell'occupatissimo padre.
Uno dei suoi obiettivi principali è quello di entrare in una scuola prestigiosa, e proprio per questo motivo frequenta corsi extra scolastici per migliorare.
Il suo rendimento, però, non risulta mai eccelso come quello del suo amico Takashi Ayanokoji, soprannominato Ten-chan, che senza apparente sforzo raggiunge sempre importanti risultati.
Un giorno dal nulla spunta fuori la tenera e allegra Misha. Trasferitasi accanto a Kotaro, la ragazza gli si attacca senza una ragione precisa entrando di prepotenza nella sua quotidianità e promettendogli di stargli accanto e proteggerlo sempre. Dall'età apparente di una studentessa delle medie, Misha sostiene, senza mai essere presa troppo sul serio da Kotaro, di essere un angelo e, in effetti, dimostra di avere alcuni poteri particolari. Poco dopo Misha un'altra ragazza misteriosa fa la sua comparsa. Shia, questo il suo nome, risulta essere ancora più ambigua di Misha sostenendo anche lei di essere giunta fino a Kotaro perché forse era lui ciò che stava cercando. Tuttavia fra le due c'è un'enorme differenza: se Misha da un lato trasmette allegria e positività, Shia dall'altro infonde una sensazione negativa, almeno inizialmente. In seguito Kotaro, Misha e i loro amici si abitueranno alla sua presenza.

## Episodi
| Nº | Titolo italiano Giapponese 「Kanji」 - Rōmaji                                                        | In onda           | In onda |
| Nº | Titolo italiano Giapponese 「Kanji」 - Rōmaji                                                        | Giapponese        |         |
| 1  | How to go out with an angel 「天使とのつきあい方」 - Tenshi to no tsukiaikata                        | 7 aprile 2002     |         |
| 2  | How to make a delicious apple pie 「おいしいアップルパイの作り方」 - Oishii appurupai no tsukurikata | 14 aprile 2002    |         |
| 3  | How to enjoy kimodameshi 「きもだめしの楽しみ方」 - Kimodameshi no tanoshimikata                     | 21 aprile 2002    |         |
| 4  | How to have fun in the hot springs 「楽しい温泉の入り方」 - Tanoshii onsen no hairikata              | 28 aprile 2002    |         |
| 5  | How to look for a part-time job 「アルバイトの探し方」 - Arubaito no sagashikata                     | 5 maggio 2002     |         |
| 6  | How to make a new friend 「新しいともだちの迎え方」 - Atarashii tomodachi no mukaekata               | 12 maggio 2002    |         |
| 7  | How to play pranks 「いたずらの仕方」 - Itazura no shikata                                           | 19 maggio 2002    |         |
| 8  | How to fight your rival 「対決の仕方」 - Raibaru to no tatakaikata                                   | 26 maggio 2002    |         |
| 9  | How to find an angel 「天使の見つけ方」 - Tenshi no mitsukekata                                      | 2 giugno 2002     |         |
| 10 | How to reconciliate skillfully 「上手な仲直りの仕方」 - Jōzu na nakanaori no shikata                 | 9 giugno 2002     |         |
| 11 | How to invite someone to a wonderful dance 「素敵なダンスの誘い方」 - Suteki na dansu no sasoikata   | 16 giugno 2002    |         |
| 12 | How to collect trifles 「ガラクタの集め方」 - Garakuta no atsumekata                                 | 23 giugno 2002    |         |
| 13 | How to walk in a castle 「お城の歩き方」 - Oshiro no arukikata                                       | 30 giugno 2002    |         |
| 14 | How to feel happy 「しあわせの感じ方」 - Shiawase no kanjikata                                       | 7 luglio 2002     |         |
| 15 | How to play in the amusement park 「遊園地のあそび方」 - Yūenchi no asobikata                        | 14 luglio 2002    |         |
| 16 | How to walk on earth 「下界の歩き方」 - Gekai no arukikata                                           | 21 luglio 2002    |         |
| 17 | How to enjoy your day off 「休日の楽しみ方」 - Kyūjitsu no tanoshimikata                             | 28 luglio 2002    |         |
| 18 | How to spend your vacation 「バカンスのすごし方」 - Bakansu no sugoshikata                           | 4 agosto 2002     |         |
| 19 | How an apprentice angel does her best 「見習い天使のがんばり方」 - Minarai tenshi no ganbarikata     | 11 agosto 2002    |         |
| 20 | How to find things you've lost 「なくしたものの見つけ方」 - Nakushita mono no mitsukekata            | 18 agosto 2002    |         |
| 21 | How girls do their best 「女の子のがんばり方」 - Onna no ko no ganbarikata                           | 25 agosto 2002    |         |
| 22 | How to burn for the sports meeting 「運動会の燃え方」 - Undōkai no moekata                           | 1º settembre 2002 |         |
| 23 | How to enjoy hiking 「ハイキングの楽しみ方」 - Haikingu no tanoshimikata                             | 8 settembre 2002  |         |
| 24 | How to go call on someone ill 「お見舞いの行き方」 - Omimai no ikikata                               | 15 settembre 2002 |         |
| 25 | How to separate 「お別れの仕方」 - Owakare no shikata                                                | 22 settembre 2002 |         |
| 26 | How to connect your feelings 「想いのつなぎ方」 - Omoi no tsunagikata                                | 29 settembre 2002 |         |

## Colonna sonora
Sigla di aperturaWake Up Angel ~Negaimashite wa mugen nari~ cantata dalla band pop-rock giapponese Funta
Sigla di chiusuraChiisana mahō cantata da Miyuki Sawashiro